# Bisbat de Lucera-Troia

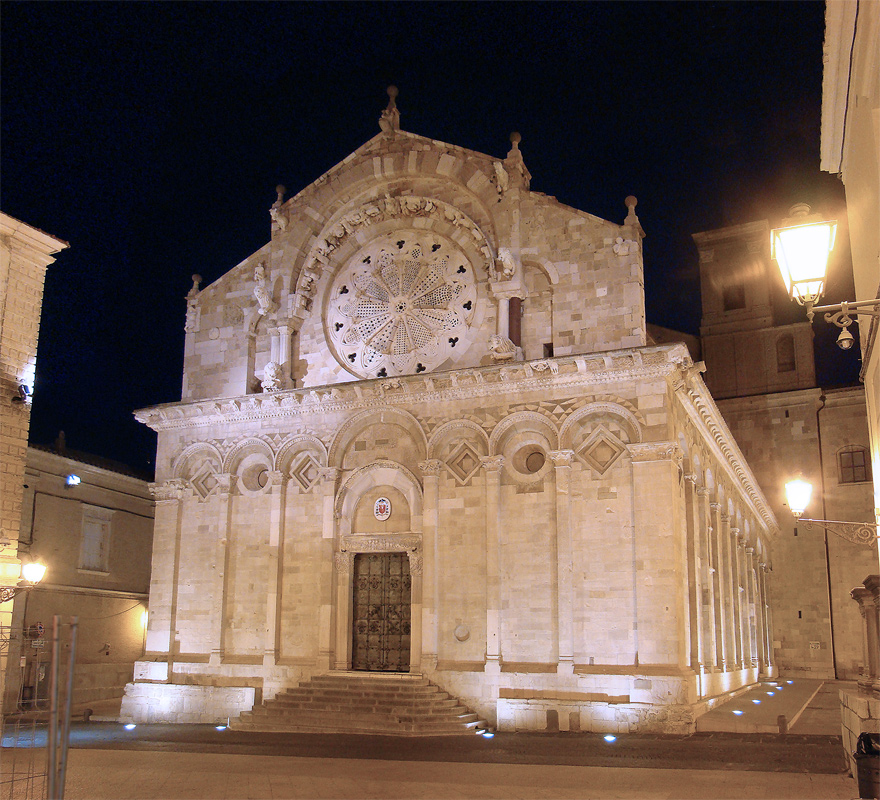
La cocatedral de Troia.

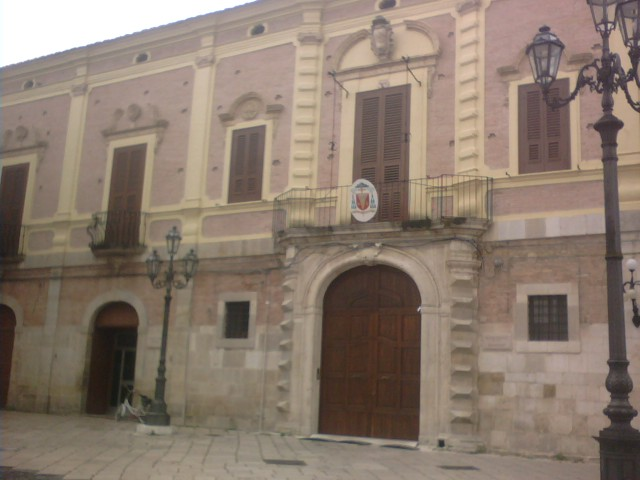
El palau episcopal de Lucera, seu del museu diocesà.

El bisbat de Lucera-Troia (italià: diocesi di Lucera-Troia; llatí: Dioecesis Lucerina-Troiana) és una seu de l'Església catòlica, sufragània de l'arquebisbat de Foggia-Bovino, que pertany a la regió eclesiàstica Pulla. El 2013 tenia 66.000 batejats d'un total de 67.000 habitants. Actualment està regida pel bisbe Domenico Cornacchia.

## Territori
El territori comprén les ciutats de Lucera i Troia i 17 municipis menors del Subappennino Dauno: Alberona, Biccari, Carlantino, Casalnuovo Monterotaro, Casalvecchio di Puglia, Castelluccio Valmaggiore, Castelnuovo della Daunia, Celenza Valfortore, Celle di San Vito, Faeto, Motta Montecorvino, Orsara di Puglia, Pietramontecorvino, Roseto Valfortore, San Marco la Catola, Volturara Appula, Volturino. A més, part del territori diocesà és la ciutat de Santa Cecilia, a Foggia.
La seu episcopal és la ciutat de Lucera, on es troba la basílica catedral de Santa Maria Assunta. A Troia es troba la cocatedral, també dedicada a l'Assumpció de la Maria.
El territori està dividit en 33 parròquies, a les quals s'uneix la comunitat de Santa Cecília.

## Història

### Lucera
La tradició hagiogràfica i litúrgica, donada per bona pels historiadors locals, atribueix a Lucera quatre bisbes de dubtosa historicitat: Basso, Pardo, Giovanni i Marco, que haurien governat la diòcesi de Lucera en un període comprès entre els segles I i IV.
Basso forma part de la "tradició petrina", és a dir, d'aquesta tradició, no anterior al segle vii, que atribueix a Sant Pere, en el seu viatge a Roma, la fundació de diverses diòcesis a la Pulla, inclosa la de Lucera. Basso, consagrat per l'Apòstol, hauria patit el martiri en època de l'emperador Trajà. Encara no està determinat històricament ni la figura d'aquest sant, ni el seu episcopat a Lucera. És probable que hi hagi hagut confusió amb sant Basso, venerat a Niça, al seu torn confós amb Sant Basso, màrtir de Nicea en Bitinia.
Pardo era un bisbe grec del Peloponès, que va haver de deixar la seva terra natal, es va refugiar a Roma i després a Lucera, on va morir; més tard, el seu cos va ser traslladat a Larino, on és venerat com a sant patró. En documents hagiogràfics que transmeten la seva vida, no hi ha elements per afirmar, però, que era el bisbe de Lucera.
Al voltant de la figura de Marco, «la històrica crítica ha demostrat de manera convincent tractar-se del Marc bisbe d'Aeca en els anys a cavall entre els segles iii i [IV». En la seva vida, s'informa que Marco va ser ordenat sacerdot pel bisbe de Lucera, Giovanni, l'únic dels quatre primers bisbes lucerino "més o menys històricament exacte".
El primer esment històric de l'existència d'un episcopat lucerí data del segle v, "una època que és molt avançada en comparació amb aquella en què presumiblement [Lucera] va rebre el missatge cristià". Un bisbe no identificat és esmentat en dues cartes del Papa Gelasi I, escrites a finals del 493 i agost del 495. En canvi, el primer nom d'un bisbe històricament testificat es remunta a mitjans del segle vi; és Anastasi, esmentat en una carta del Papa Pelagi I en 559.
Després de la invasió llombarda van desaparèixer moltes diòcesis de la Pulla; les cartes de Gregori el Gran mostren que a finals del segle vi, l'única diòcesi de la Capitanata va sobreviure va ser Siponto. Lucera també va desaparèixer com a diòcesi, per reaparèixer gairebé dos segles més tard, quan el bisbe Marco va participar en el sínode celebrat a Roma pel Papa Zacaries en 744; això és a causa de la consagració de la diòcesi a la Mare de Déu, un títol confirmat en 1300 per Carles II d'Anjou i mantingut fins al primer quart del segle següent.
En l'època del bisbe Landenolfo (finals del segle x), la diòcesi de Lucera era encara depenent dels romans d'Orient, que, a causa d'evadir la interferència dels arquebisbes de Benevent, la van instituir amb el títol d'arxidiòcesi, títol efímer que va desaparèixer amb la mort de Landenolfo. En el curs del segle xi, de fet, la diòcesi passà a la província eclesiàstica de l'arxidiòcesi de Benevent, a la que es va mantenir unida fins al 1979; el bisbe Azzo va estar present en un sínode celebrat pel Metropolità Milone en 1075.
El 18 de gener de 1302, en el moment del bisbe Aimando (o Aimardo), Carles II d'Anjou va instituir el capítol dels canonges de la catedral, establint-ne el seu nombre en vint. El mateix rei va donar a la diòcesi, durant l'episcopat de Stefano (1302-1034), les terres d'Apricena i Guardiola, engrandint així l'àrea de jurisdicció dels bisbes de Lucera. En aquest mateix període, la ciutat va ser finalment alliberat de la colònia sarraïna present durant algun temps en el territori, i va passar a anomenar-se Civitas Sanctae Mariae.
En el segle xv, la diòcesi de Lucera va ser ampliada diverses vegades per incloure algunes diòcesis que van ser suprimides: les diòcesis de Fiorentino (al voltant de 1410) i de Tortiboli (1425); des de 1439 a 1471 la diòcesi de Civitate es va unir aeque principaliter a Lucera. En el transcurs d'aquest segle, es va distingir en particular el bisbe Pietro Ranzano, humanista, «que va oferir una valuosa contribució i l'església i la cultura de l'època.»
En el segle xvi els bisbes Carafa Lucera i Luigi di Sant'Agata de 'Goti, que ja havien fet una permutació de la diòcesi, es va acordar perquè la mort d'un dels dos, les seves seus es fusionessin aeque principaliter, però la unió mai no va tenir lloc.
Després del concordat de 1818 entre la Santa Seu i el Regne de les Dues Sicílies, les diòcesis de Vulturara i de Montecorvino van ser suprimides en virtut de la butlla De utiliori del Papa Pius VII del 27 de juny de 1818, i el seu territori unit al de Lucera .
El 1970 es va establir la unió in persona episcopi entre les diòcesis de Lucera i San Severo; van ser bisbes de les dues diòcesis Angelo Criscito i Carmelo Cassati.

### Troia
La ciutat de Troia va ser fundada el 1019, heretant la seu episcopal de l'antiga Aecae o Eca, erigida al segle iii i destruïts d'acord amb la tradició en 663.
En 1022 va abandonar el ritu bizantí i adoptà el ritu romà i contextualment el Papa Benet VIII la va elevar al rang de diòcesi. En 1030 el Papa Joan XIX va declarar-la immediatament subjecta a la Santa Seu.
Al segle xii la ciutat i els bisbes van assumir un paper de prestigi en la història de l'època. Es van celebrar quatre concilis a Troia, presidits directament pels Papes (1093, 1115, 1120 i 1127). El Bisbe Gualtieri di Pagliara va ocupar l'important càrrec de Canceller del Regne de Sicília i va ser membre de la junta de regents durant la minoria d'edat de Frederic II. Signe d'aquest augment de la importància de la ciutat va ser la construcció de la catedral d'estil romànic, iniciada en 1093 i acabada en 1119.
A principis del segle xviii es va establir el seminari episcopal diocesà, gràcies al bisbe Emilio Cavalieri, qui també va promoure les missions diocesanes. A Marco De Simone es deu la construcció del palau episcopal.
En 1855 va cedir part del seu territori, inclosa la ciutat de Foggia a favor de l'erecció de la diòcesi de Foggia (avui arxidiòcesi de Foggia-Bovino).
El 29 de setembre de 1933 la diòcesi de Troia va esdevenir part de la regió eclesiàstica beneventana en virtut del decret Iam Pridem de la Congregació Consistorial.
El 1974 es va establir la unió in persona episcopi entre les diòcesis de Troia, de Foggia i de Bovino; van ser bisbes de les tres diòcesis Giuseppe Lenotti i Salvatore De Giorgi.

### Lucera-Troia
El 30 d'abril de 1979 les seus de Lucera i Troia es van convertir en part de la nova província eclesiàstica de l'arxidiòcesi de Foggia.
El 30 de setembre de 1986, amb el decret Instantibus votis de la Congregació per als Bisbes, les dues diòcesis es van unir en "unió plena" i la nova circumscripció eclesiàstica va assumir el seu actual nom. Al mateix temps es va posar fi a la unió in persona episcopi de Lucera amb Sant Severo i de Troia amb Foggia i Bovino. El mateix dia els dos bisbes de Lucera i Troia, Carmelo Cassati i Salvatore De Giorgi, van presentar la seva renúncia el 13 de febrer després que fos nomenat el primer bisbe de la diòcesi unida, Raffaele Castielli.
Juntament amb el naixement de la nova circumscripció eclesiàstica, els territoris d'Apricena i de Sannicandro Garganico van ser cedits a la diòcesi de San Severo.

## Cronologia episcopal

### Bisbes de Lucera
- San Basso †
- San Pardo †
- Beato Giovanni I † (entre els segles III i IV)
- San Marco I †
- Anonimo † (inicis de 493 - finals de 495)
- Anastasio † (citat el 559)
- Marco II † (citat el 744)
- Adelchi † (vers 940 - 957 mort)
- Alberto I † (inicis de 963 - finals de 964)
- Landenolfo † (vers 980 - novembre de 1005 mort)
- Pietro † (citat el 1024)
- Giovanni II † (inicis de 1032 - finals de 1039)
- Lanzo † (citat el 1068)
- Azzo † (citat el 1075)
- Teodelgaldo (o Teodelgardo) † (inicis de 1083 - finals de 1085)
- Enrico † (citat el 1096)
- Benedetto † (citat el 1099)
- Giovanni III † (citat el 1100)
- Rao † (citat el 1147)
- Rainaldo † (citat el 1179)
- Luterio † (? - 17 d'octubre de 1218 mort)[10]
- Alberto II (dit també Andrea) † (13 de gener de 1221 - vers 1222 mort)
- Bartolomeo I † (citat el 1225)
- Anonimo † (citat el 1234 e nel 1237)[11]
  - Sede vacante (vers 1247 - 1255)[12]
- Alberto III (detto anche Alferio) † (3 d'agost de 1255 - finals de 1259 mort)
- Niccolò † (citat el 1261)
- Bartolomeo II ? † (citat el 1265)[13]
- Guglielmo de Ricia † (? - 1295 renuncià)
- Aimando (o Aimardo) † (12 de desembre de 1295 - 9 de juny de 1302 nomenat bisbe de Salpi)
- Stefano † (9 de juny de 1302 - 1304 o 1307)[14]
- Giovanni IV † (citat el 1308)
- Giacomo da Fusignano, O.P. † (1308 - 2 d'agost de 1322 nomenat bisbe de Modone)
- Beat Agostino Kažotić, O.P. † (21 d'agost de 1322 - 3 d'agost de 1323 mort)[15]
- Giacomo, O.P. † (1324 - finals de 1325)
- Domenico † (citat el 1328)
- Ruggiero † (inicis de 1337 - 1347 mort)
- Marino (o Martino) † (1347 o 1348 - 1348 mort)
- Antonio † (21 de gener de 1348 - 1363 mort)
- Giacomo Gurga † (21 d'abril de 1363 - 1373 mort)
- Bartolomeo di Aprano † (17 d'octubre de 1373 - 5 de novembre de 1378 nomenat bisbe d'Aversa)
- Obediència avinyonesa:
  - Antonio, O.F.M. † (8 de novembre de 1378 - ? mort)
  - Nicola Giacomo de Barulo † (30 de març de 1393 - ?)
  - Nicola Antonio di San Pietro, O.P. † (4 de juliol de 1394 - 22 d'abril de 1422 nomenat bisbe de Salpi)
- Obediència romana:
  - Tommaso † (citat el 16 d'octubre de 1381)
  - Tommaso di Acerno †
  - Bartolomeo II † (1384 - 1396 mort)[16]
  - Battistachio della Formica I † (13 de novembre de 1396 - ? mort)
- Battistachio della Formica II † (22 d'abril de 1422 - 1450 mort)[17]
  - Antonio Angeli † (5 de maig de 1450 - 1 de juliol de 1450 nomenat bisbe de Potenza) (Bisbe electe)
- Ladislao Dentice † (1 de juliol de 1450 - 1476 mort)
- Pietro Ranzano, O.P. † (5 d'octubre de 1476 - 1492 mort)
- Giambattista Contestabili † (2 de desembre de 1493 - 1496 mort)
- Antonio Torres, O.S.H. † (7 de novembre de 1496 - 17 d'abril de 1497 nomenat bisbe de Sutri i Nepi)
- Raffaele Rocca † (17 d'abril de 1497 - 21 d'octubre de 1500 nomenat bisbe de Capri)
- Giovanni di Luigi, O.Carm. † (25 d'octubre de 1500 - 27 d'agost de 1512 nomenat bisbe de Sant'Agata de' Goti)
- Alfonso Carafa † (27 d'agost de 1512 - 1534 mort)
  - Andrea Matteo Palmieri † (20 d'agost de 1534 - 26 de febrer de 1535 renuncià) (administrador apostòlic)
- Michele Visconti † (26 de febrer de 1535 - 1538 mort)
- Enrique de Villalobos † (29 de juliol de 1538 - 5 de novembre de 1540 nomenat bisbe de Squillace)

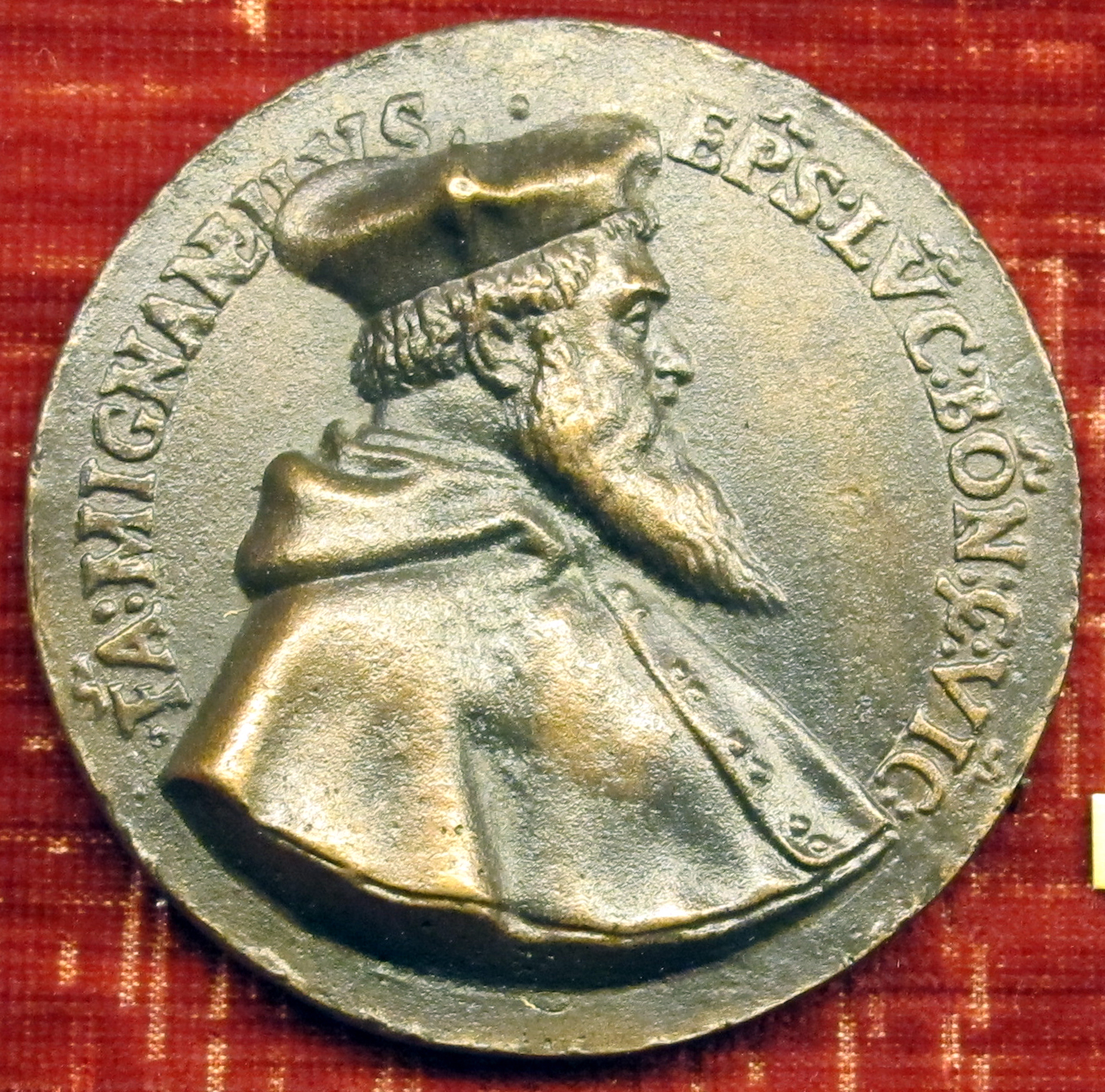
Medalla de Fabio Mignanelli, bisbe de Lucera

- Fabio Mignanelli † (15 de novembre de 1540 - 17 de maig de 1553 nomenat administrador apostòlic de Grosseto)
- Pietro De Petris † (17 de maig de 1553 - 1580 mort)
- Giulio Monaco † (4 de novembre de 1580 - 1581 mort)
- Scipione Bozzuti † (14 de febrer de 1582 - 1592 mort)
- Marco Magnacervo, C.R. † (21 de juny de 1593 - 29 de juliol de 1600 mort)
- Fabio Aresti † (11 de maig de 1601 - 30 d'abril de 1609 mort)
- Lodovico Magio † (29 d'abril de 1609 - 1618 mort)
- Fabrizio Suardi † (28 de gener de 1619 - 9 de febrer de 1637 nomenat bisbe de Caserta)
- Bruno Sciamanna † (17 d'agost de 1637 - 10 de març de 1642 nomenat bisbe de Caserta)
- Tommaso de Avalos, O.P. † (24 de març de 1642 - 4 de desembre de 1642 mort)
- Silvestro D'Afflitto, C.R. † (23 de febrer de 1643 - d'agost de 1661 mort)
- Giambattista Eustachio † (12 de febrer de 1663 - setembre de 1687 mort)
- Domenico Morelli † (17 de maig de 1688 - 1716 mort)
- Domenico Maria Liguori, C.R. † (10 de gener de 1718 - 8 de febrer de 1730 nomenat bisbe de Cava)
- Vincenzo Ferreri, O.P. † (8 de febrer de 1730 - 4 d'octubre de 1733 mort)
- Michele Mascullo † (2 de desembre de 1733 - 25 de maig de 1759 mort)
- Giuseppe Maria Foschi † (28 de maig de 1759 - 15 de novembre de 1776 mort)
  - Sede vacante (1776-1792)
- Giovanni Arcamone, C.R. † (27 de febrer de 1792 - 13 d'agost de 1793 mort)
- Alfonso Maria Freda † (29 de gener de 1798 - vers 1816 mort)
- Andrea Portanova † (6 d'abril de 1818 - 12 de juliol de 1840 mort)
  - Sede vacante (1840-1843)
- Giuseppe Jannuzzi † (19 de juny de 1843 - 21 d'agost de 1871 mort)
- Giuseppe Maria Cotellessa † (23 de febrer de 1872 - 22 de maig de 1889 mort)
- Carmelo Ciotola † (14 de desembre de 1891 - febrer de 1892 mort)
- Giuseppe Consenti, C.SS.R. † (12 de juny de 1893 - 13 de novembre de 1907 mort)
- Lorenzo Chieppa † (23 de juny de 1909 - 15 d'octubre de 1918 mort)
- Giuseppe di Girolamo † (21 d'abril de 1920 - 1 de gener de 1941 mort)
- Domenico Vendola † (21 de juliol de 1941 - 7 de gener de 1963 renuncià)
- Antonio Cunial † (21 de març de 1963 - 9 de març de 1970 nomenat bisbe de Vittorio Veneto)
- Angelo Criscito † (27 de juny de 1970 - 7 de setembre de 1985 jubilat)
- Carmelo Cassati, M.S.C. (7 de setembre de 1985 - 30 de setembre de 1986 renuncià)

### Bisbes de Troia
- Oriano † (vers 1022 - vers 1028 mort)[18]
- Angelo † (1028 - 4 de maig de 1041 mort)
- Arduino † (citat el 1059)
- Stefano Normanno † (de març de 1059 - 11 d'octubre de 1077 mort)[19]
- Gualtiero Frangente † (2 de novembre de 1077 - 4 d'agost de 1087 mort)[19]
- Gerardo da Piacenza † (8 d'octubre de 1087 - 10 de gener de 1097 mort)[19]
- Uberto Cenomanicus † (20 de juny de 1097 - 13 de desembre de 1101 mort)[19]
- Guglielmo Bigoctus † (13 de gener de 1102 - 1108)[19]
- Guglielmo II † (1108 - 1122 mort)[19]
- Onorio † (1122 - finals de 1124)[19]
- Guglielmo III † (citat el 1140)[19]
- Elia † (citat el 1177)
- Guglielmo IV † (inicis de 1182 - 1187 mort)[19]
- Ruggero † (1187 - inicis de 1193)[19]
- Gualberto † (inicis de 1193 - 1195)
- Gualtiero di Palearia † (1195 - juliol de 1201 deposat)
- Filippo † (13 d'octubre de 1212 - ?)
- Matteo de Barbuco † (20 de gener de 1252 - vers abril de 1270 mort)[20][21]
  - Sede vacante (1270-1276)[20]
  - Bertero † (de setembre de 1276 / de març de 1277 - 1277 mort) (bisbe electe)[20]
- Ugo de Curtis, O.P. † (inicis de 4 d'agost de 1278 - 3 d'octubre de 1279 nomenat bisbe de Betlem)
- Rainerio, O.F.M. † (11 de maig de 1280 - 1284)[20]
- Rogerio, O.F.M. † (20 de desembre de 1284 - 1302 mort)
- Pietro, O.F.M. † (9 de setembre de 1302 - 1309 mort)[22]
- Guglielmo Bianchi, O.S.B. † (12 d'abril de 1309 - 1310 mort)
- Beraldo † (12 de juny de 1311 - ? mort)
- Arnaldo † (20 d'octubre de 1322 - ? mort)
- Bisanzio † (27 de juny de 1332 - ?)
- Enrico Trezza † (24 d'abril de 1341 - ? mort)
- Nicola de Cesis † (17 de novembre de 1361 - ? mort)
- Guido † (? - 11 d'agost de 1366 nomenat bisbe de Venafro)[23]
- Bartolomeo † (13 de setembre de 1387 - ? mort)
  - Riccardo † (27 de gener de 1391 - 29 de març de 1393 nomenat arquebisbe d'Otranto) (antibisbe)
  - Nicola di Giovinazzo † (1393 - 9 d'agost de 1409 nomenat bisbe de Cavaillon) (antibisbe)
- Angelo di Manfredonia † (30 d'abril de 1410 - 1438 mort)
- Giacomo Lombardo † (4 de juliol de 1438 - 1469 mort)
- Giovanni Paolo Vassalli † (17 d'abril de 1468 - 10 de març de 1474 nomenat bisbe d'Aversa)
- Stefano Grube † (10 de març de 1474 - 22 de març de 1480 nomenat arquebisbe de Riga)
- Scipione Piscicelli † (22 de març de 1480 - 1484 mort)
- Giannozzo Pandolfini † (10 de març de 1484 - 13 de desembre de 1525 mort)
- Ferrando Pandolfini † (13 de desembre de 1525 - 1560 mort)
- Scipione Rebiba † (19 de juny de 1560 - 4 de setembre de 1560 renuncià)
- Prospero Rebiba † (4 de setembre de 1560 - 1593 mort)
- Jacopo Aldobrandini † (15 de novembre de 1593 - 1607 mort)
- Pietro Antonio Da Ponte, C.R. † (14 de maig de 1607 - setembre de 1622 mort)
- Giovanni Battista Roviglioni † (9 de gener de 1623 - desembre de 1623 mort)
- Felice Siliceo † (18 de desembre de 1623 - 1626 mort)
- Giovanni Battista Astalli † (19 de gener de 1626 - 17 d'agost de 1644 mort)
- Giovanni Tommaso Veneziani † (30 de gener de 1645 - 1647 mort)
- Antonio Sacchetti † (13 de gener de 1648 - juny de 1662 mort)
- Sebastiano Sorrentino † (12 de febrer de 1663 - 17 de juliol de 1675 mort)
- Antonio de Sangro, C.R. † (16 de desembre de 1675 - 24 de gener de 1694 mort)
- Emilio Cavalieri, P.O. † (19 d'abril de 1694 - 11 d'agost de 1726 mort)
- Giovanni Pietro Faccoli † (11 de setembre de 1726 - 2 de gener de 1752 mort)
- Marco De Simone † (17 de juliol de 1752 - 24 de febrer de 1777 mort)
- Giovanni Giacomo Onorati † (12 de maig de 1777 - 6 de març de 1793 mort)
  - Sede vacante (1793-1797)
- Gennaro Clemente Francone † (18 de desembre de 1797 - 7 de maig de 1799 mort)
  - Sede vacante (1799-1804)
- Michele Palmieri † (29 d'octubre de 1804 - 3 de maig de 1824 nomenat bisbe de Monopoli)
- Antonio Monforte † (3 de maig de 1824 - 13 de febrer de 1854 mort)
- Tommaso Passero, O.P. † (16 de juliol de 1856 - 8 de setembre de 1890 mort)
- Domenico (Daniele) Tempesta, O.F.M.Ref. † (14 de juny de 1891 - 23 d'abril de 1899 mort)
- Paolo Emilio Bergamaschi † (19 de juny de 1899 - 26 de juliol de 1910 renuncià)
- Domenico Lancellotti † (21 d'abril de 1911 - 14 de març de 1918 nomenat bisbe de Conversano)
- Fortunato Maria Farina † (21 de juny de 1919 - 15 de maig de 1951 renuncià)
- Giuseppe Amici † (15 de maig de 1951 - 1 de febrer de 1955 nomenat bisbe de Cesena)
- Antonio Mistrorigo † (9 de març de 1955 - 25 de juny de 1958 nomenat bisbe de Treviso)
- Antonio Pirotto † (24 d'agost de 1958 - 14 de desembre de 1974 jubilat)
- Giuseppe Lenotti † (14 de desembre de 1974 - 28 de gener de 1981 mort)
- Salvatore De Giorgi (4 d'abril de 1981 - 30 de setembre de 1986 renuncià)

### Bisbes de Lucera-Troia
- Raffaele Castielli (13 de febrer de 1987 - 18 de maig de 1996 renuncià)
- Francesco Zerrillo (15 de febrer de 1997 - 30 de juny de 2007 jubilat)
- Domenico Cornacchia, des del 30 de juny de 2007

## Estadístiques
A finals del 2013, la diòcesi tenia 66.000 batejats sobre una població de 67.000 persones, equivalent 98,5% del total.
| any  | població | població | població | sacerdots | sacerdots       | sacerdots       | sacerdots             | diaques | religiosos | religiosos | parroquies |
| ---- | -------- | -------- | -------- | --------- | --------------- | --------------- | --------------------- | ------- | ---------- | ---------- | ---------- |
| any  | batejats | total    | %        | total     | clergat secular | clergat regular | batejats por sacerdot | diaques | homes      | dones      |            |
| 1950 | 104.700  | 105.000  | 99,7     | 103       | 84              | 19              | 1.016                 |         | 27         | 85         | 21         |
| 1969 | 97.271   | 98.153   | 99,1     | 78        | 54              | 24              | 1.247                 |         | 34         | 118        | 24         |
| 1980 | 94.300   | 96.000   | 98,2     | 74        | 53              | 21              | 1.274                 |         | 23         | 96         | 25         |
| 1990 | 75.000   | 78.100   | 96,0     | 90        | 69              | 21              | 833                   |         | 23         | 86         | 32         |
| 1999 | 73.000   | 76.280   | 95,7     | 82        | 62              | 20              | 890                   | 2       | 24         | 86         | 33         |
| 2000 | 74.000   | 77.000   | 96,1     | 82        | 62              | 20              | 902                   | 3       | 27         | 86         | 33         |
| 2001 | 74.000   | 77.000   | 96,1     | 83        | 64              | 19              | 891                   | 4       | 26         | 86         | 33         |
| 2002 | 74.000   | 77.000   | 96,1     | 83        | 64              | 19              | 891                   | 4       | 26         | 86         | 33         |
| 2003 | 74.000   | 76.543   | 96,7     | 84        | 65              | 19              | 880                   | 4       | 26         | 86         | 33         |
| 2004 | 74.000   | 76.543   | 96,7     | 83        | 64              | 19              | 891                   | 4       | 26         | 86         | 33         |
| 2013 | 66.000   | 67.000   | 98,5     | 74        | 54              | 20              | 891                   | 7       | 26         | 28         | 33         |

### Per la seu de Lucera
- Aquest article incorpora fragments d'una publicació que està en domini públic:  «article name needed». A: Charles Herbermann. Catholic Encyclopedia.  Nova York: Robert Appleton, 1913.
- Giuseppe Cappelletti, Le Chiese d'Italia dalla loro origine sino ai nostri giorni, Venècia 1858, vol. XIX, pp. 255–275 (italià)
- Francesco Lanzoni, Le diocesi d'Italia dalle origini al principio del secolo VII (an. 604), vol. I, Faenza 1927, pp. 275–277 (italià)
- Ada Campione, Donatella Nuzzo, La Daunia alle origini cristiane, Edipuglia 1999, pp. 87–93 (italià)
- Gaetano Schiraldi, La diocesi di Lucera: genesi ed evoluzione della presenza cristiana Arxivat 2015-09-23 a Wayback Machine., in La Capitanata 20 (2006), pp. 253–266 (italià)
- Gaetano Schiraldi, La comunità cristiana di Lucera nell'alto e basso medioevo: primi appunti per una storia Arxivat 2015-04-02 a Wayback Machine., in La Capitanata 23 (2009), pp. 55–69 (italià)
- Gaetano Schiraldi, Rinascimento cristiano in prospettiva umanistica. La diocesi di Lucera nel Quattrocento Arxivat 2015-09-23 a Wayback Machine., in La Capitanata XLX (2012), pp. 171–185 (italià)
- Giorgio Otranto, L'episcopato dauno nei primi secoli, in Atti del 4º Convegno sulla Preistoria-Protostoria-Storia della Daunia, San Severo 1982, pp. 151–156 (italià)
- Antonio Antonetti, Su Bartolomeo, vescovo di Lucera: alcune riflessioni per una ricostruzione storica Arxivat 2015-04-02 a Wayback Machine., in La Capitanata LI (2013), pp. 101–108 (italià)
- Pius Bonifacius Gams, Series episcoporum Ecclesiae Catholicae, Leipzig 1931, pp. 891–892 (llatí)
- Konrad Eubel, Hierarchia Catholica Medii Aevi, vol. 1 Arxivat 2019-07-09 a Wayback Machine., p. 315; vol. 2 Arxivat 2018-10-04 a Wayback Machine., p. 181; vol. 3 Arxivat 2019-03-21 a Wayback Machine., p. 229; vol. 4 Arxivat 2018-10-04 a Wayback Machine., p. 225; vol. 5, pp. 248–249; vol. 6, p. 267(llatí)

### Per la seu de Troia
- Dades publicades a www.catholic-hierarchy.org a la pàgina Diocese of Troia (anglès)
- Chronici Trojani fragmentum, edito in Alessio Aurelio Pelliccia, Raccolta di varie croniche, diarj, ed altri opuscoli così italiani, come latini appartenenti alla storia del Regno di Napoli, vol. 5, Napoli 1782, pp. 127–140; poi in Frammenti di cronaca troiana antica: il testo e la riproduzione di "Chronici Trojani Fragmentum", Troia 1975. (italià)
- Cenni storici Arxivat 2015-06-29 a Wayback Machine. della città di Troia (italià)
- Antonio Antonetti, Le elezioni episcopali e i vescovi della rinascita troiana, Carte di Puglia 30 (2013), pp. 31–42. (italià)
- Giuseppe Cappelletti, Le Chiese d'Italia dalla loro origine sino ai nostri giorni, Venècia 1858, vol. XXI, pp. 457–463 (italià)
- Gaetano Moroni, Dizionario di erudizione storico-ecclesiastica, vol. LXXXI, Venècia 1861, pp. 87–95 (italià)
- Pius Bonifacius Gams, Series episcoporum Ecclesiae Catholicae, Leipzig 1931, pp. 936–937 (llatí)
- Konrad Eubel, Hierarchia Catholica Medii Aevi, vol. 1 Arxivat 2019-07-09 a Wayback Machine., p. 499; vol. 2 Arxivat 2018-10-04 a Wayback Machine., p. 257; vol. 3 Arxivat 2019-03-21 a Wayback Machine., p. 319; vol. 4 Arxivat 2018-10-04 a Wayback Machine., p. 346; vol. 5, pp. 391–392; vol. 6, pp. 418–419 (llatí)
- Decreto Iam pridem, AAS 25 (1933), p. 466 (llatí)